# Filexilia intermedia
Filexilia intermedia is een eenoogkreeftjessoort uit de familie van de Ameiridae. De wetenschappelijke naam van de soort is voor het eerst geldig gepubliceerd in 1970 door Galhano.